# Grevilleoideae
Grevilleoideae (Engl., 1888) è una sottofamiglia di piante appartenente alla famiglia delle Proteaceae. Presente principalmente nell'emisfero australe, comprende 44 generi e circa 950 specie. Tra i generi si ricordano Banksia, Grevillea e Macadamia.

## Descrizione

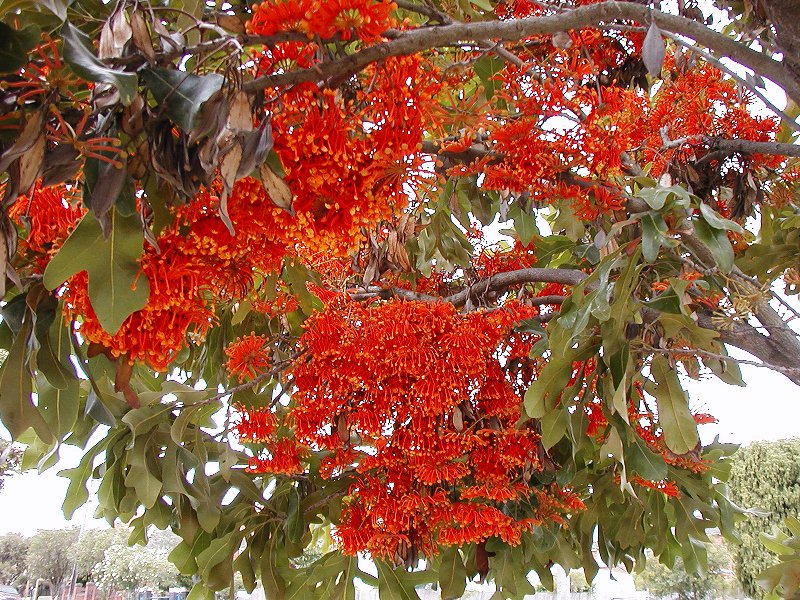
Stenocarpus sinuatus (Firewheel Tree)

Le Grevilleoideae sono alberi, cespugli o sottocespugli.
Sono molto variabili, rendendo impossibile la definizione di un semplice criterio identificativo diagnostico per individuare i membri della sottofamiglia.
Un carattere comune e abbastanza diagnostico è l'occorrenza di fiori a coppie che condividono una brattea comune.
Comunque, alcuni taxa di Grevilleoideae non possiedono questa caratteristica, dal momento che recano fiori solitari o infiorescenze di fiori spaiati. Nella maggior parte dei taxa, i fiori sono presenti in capolini o spighe densamente impaccate e il frutto è un follicolo.

## Distribuzione e habitat
Le Grevilleoideae sono una famiglia prevalentemente dell'emisfero australe.
I centri principali di biodiversità sono l'Australia, con la presenza di circa 700 delle 950 specie, e l'America Meridionale. In Africa, invece, le Grevilleoideae sono rappresentate da un'unica specie, Brabejum stellatifolium, albero che cresce nella regione di Città del Capo; le altre Proteacee africane appartengono alla sottofamiglia Proteoideae.

## Tassonomia

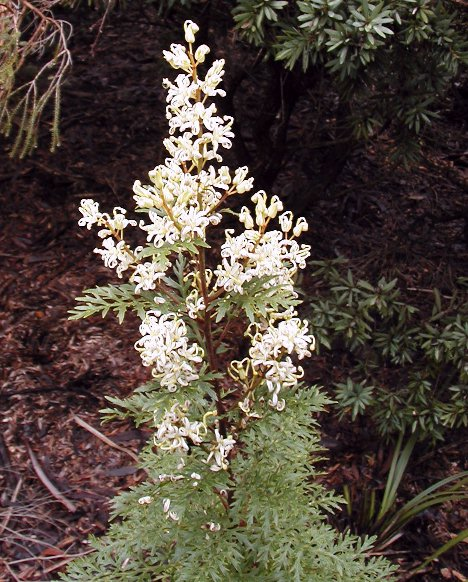
Lomatia silaifolia.

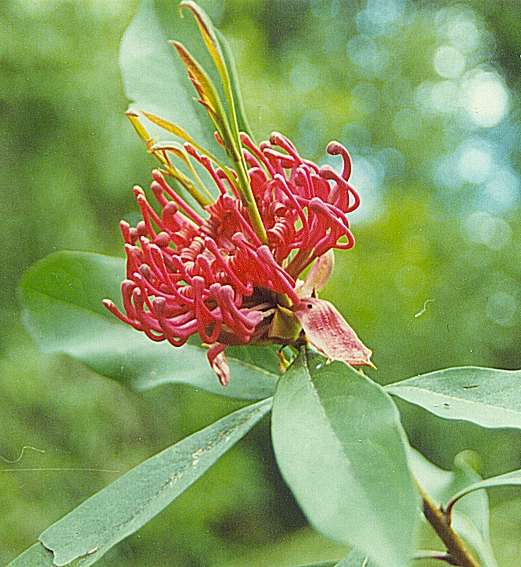
Telopea oreades, la Gippsland Waratah.

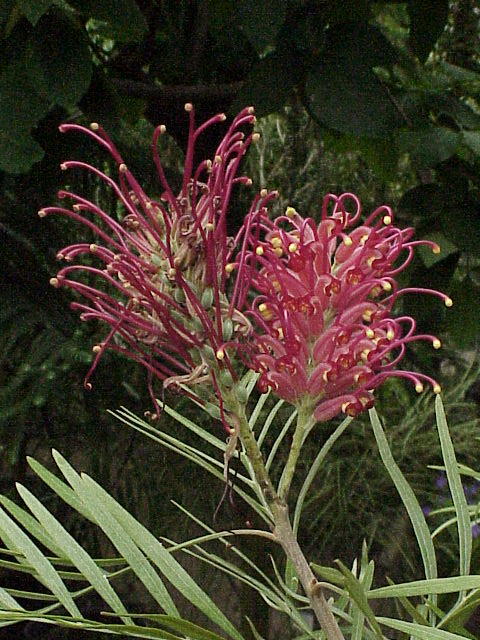
Grevillea banksii.

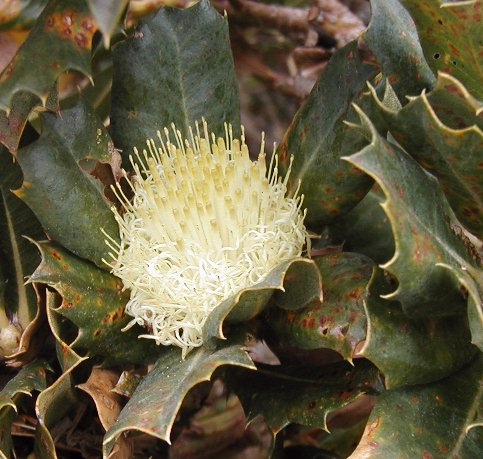
Banksia sessilis (Parrotbush)

La struttura per la classificazione delle Proteaceae fu elaborata da L. A. S. Johnson e Barbara Briggs nella loro monografia del 1975 "On the Proteaceae: the evolution and classification of a southern family"; nei tre decenni successivi questa classificazione fu raffinata, principalmente con una revisione effettuata da Peter Henry Weston e Nigel Barker nel 2006.
La sottofamiglia Grevilleoideae ora è considerata una delle cinque sottofamiglie di Proteaceae. Il posizionamento e la circoscrizione delle Grevilleoideae secondo Weston e Barker possono essere così riassunte:
Sottofamiglia Grevilleoideae
incertae sedis
Sphalmium — Carnarvonia
Tribù Roupaleae
incertae sedis
Megahertzia — Knightia — Eucarpha — Triunia
Sottotribù Roupalinae
Roupala — Neorites — Orites
Sottotribù Lambertiinae
Lambertia — Xylomelum
Sottotribù Heliciinae
Helicia — Hollandaea
Sottotribù Floydiinae
Darlingia — Floydia
Tribù Banksieae
Sottotribù Musgraveinae
Musgravea — Austromuellera
Sottotribù Banksiinae
Banksia — Dryandra
Tribù Embothrieae
Sottotribù Lomatiinae
Lomatia
Sottotribù Embothriinae
Embothrium — Oreocallis — Alloxylon — Telopea
Sottotribù Stenocarpinae
Stenocarpus — Strangea
Sottotribù Hakeinae
Opisthiolepis — Buckinghamia — Hakea — Grevillea — Finschia
Tribù Macadamieae
Sottotribù Macadamiinae
Macadamia — Panopsis — Brabejum
Sottotribù Malagasiinae
Malagasia — Catalepidia
Sottotribù Virotiinae
Virotia — Athertonia — Heliciopsis
Sottotribù Gevuininae
Cardwellia — Sleumerodendron — Euplassa — Gevuina — Bleasdalea — Hicksbeachia — Kermadecia — Turrillia

## Usi

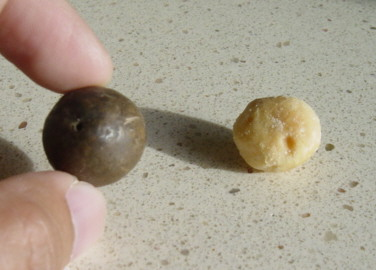
Noci eduli di Macadamia

Molte specie di Grevilleoideae sono coltivate per l'industria del florovivaismo, come piante barriera e per i loro fiori e per le foglie prominenti e caratteristiche.
Alcune specie sono particolarmente importanti per il settore dei fiori recisi; in particolare, sono importanti alcune specie di Banksia e Dryandra.
Due specie del genere Macadamia e la specie cilena Gevuina avellana (Chilean hazel), dal punto di vista commerciale, sono coltivate per le noci edibili. La Chilean hazel ha un'accettabile tolleranza alle gelate.